# Recursos comunes
Según la definición que ofrece Elinor Ostrom, los recursos comunes son uno de los cuatro tipos de bienes económicos. Los recursos comunes son, ya sea naturales o hechos por los humanos, bienes cuyo tamaño o características hacen que sea costoso, pero no imposible, excluir potenciales beneficiarios de obtener beneficios de su uso.
Técnicamente, desde el punto de vista de la economía, lo anterior se expresa diciendo que los recursos comunes son bienes que poseen rivalidad pero no excludibilidad.
Los recursos comunes -también conocidos como “Recursos de propiedad común” o bienes comunes - incluyen no solo bienes materiales sino también sistemas -por ejemplo, un sistema de riego o la red informática- complejos o áreas geográficas o ecológicas -tales como una ecorregión- e incluso productos o bienes intangibles -como el conocimiento- cuyas características o tamaño, etc, hace difícil -aunque no imposible- excluir usuarios (reales o potenciales) de utilizarlos o beneficiarse de su uso.

## Descripción general
Un recurso común consiste, típicamente, de un recurso central o básico (por ejemplo, agua, pastizales, peces, bosques, ancho de banda, atmósfera, etc) que define la "reserva variable" (variable stock, en inglés) la cual provee una cantidad limitada de unidades marginales para extracción o uso -lo que define una “variable de producción o extracción”- Mientras que el recurso central debe ser protegido o mantenido a fin de permitir su explotación continuada, las unidades marginales pueden ser consumidas o cosechadas sin problemas.
Si son manejados con cuidado, el usufructo de muchos recursos comunes puede ser extendido de manera indefinida, dado que se puede establecer un sistema de realimentación positiva en el cual la reserva variable puede regenerar continuamente la variable de extracción siempre y cuando esa reserva variable no sea comprometida. De esta manera, los recursos comunes se transforman efectivamente en un Recurso renovable
Sin embargo, los recursos comunes enfrentan problemas de agotamiento o deplecion debido a sobre explotación o abuso del derecho de utilización o usufructo. (ver Tragedia de los comunes)
Se ha sugerido que un régimen de propiedad comunal, que regule el uso, preservación, mantención y consumo sería la solución de tales problemas. De acuerdo a Elinor Ostrom esos sistemas de propiedad comunales son diferentes tanto a sistemas de propiedad individual como estatal y se basan en la administración comunal.

## Sistema de propiedad comunal
En la práctica, los recursos comunes pueden ser propiedad ya sea del estado (a nivel nacional o municipal) como bienes públicos o de comunidades -como bienes de propiedad comunal- o por individuos -como bienes privados.
Es importante notar que en los sistemas de propiedad común el acceso al recurso no es libre en el sentido que no son ni bienes libres (disponibles a todos y cualquiera) ni libres de obligaciones a los usuarios. El acceso es relativamente libre -pero controlado y regulado- a los miembros de la comunidad pero hay mecanismos que permiten a esa comunidad excluir del uso a los no miembros.
Los sistemas de propiedad comunal se originan en situaciones en las cuales los usuarios se dan cuenta de que si actúan independientemente en relación con un recurso dado obtendrán un beneficio tanto general como individual menor que si actúan coordinadamente. Esto sugiere que, por un lado, es mejor mantener el recurso como común, en lugar de dividirlo en parcelas de propiedad privada, y, por el otro, que no hay necesidad de una autoridad externa o superior -por ejemplo, el Estado- a fin de imponer reglas de uso y preservación. Los recursos extraídos son generalmente de usufructo individual de los extractores.
Los sistemas de propiedad comunal que han sido estudiados (por ejemplo, por Elinor Ostrom) típicamente protegen el recurso básico - o reserva variable- y alocan el producto marginal a través de normas complejas de decisión comunal (ver Decisión por consenso). Problemas típicos que esa administración tiene que confrontar y resolver se relacionan con los límites de extracción (demasiado altos, y el recurso se agota. Demasiado bajos, y no se extraen todos los beneficios potenciales), alocacion y rotación de las mismas (un recurso dado puede ser explotado de diferentes maneras, no todas necesariamente de manera continua o en una misma estación del año: por ejemplo, un pastizal no solo puede producir alimento en el presente y en el futuro para los animales (ver Heno; Paja ), pero también podría ser ser usado como fuente de carrizo, junco y brezo para diversos usos (ver, por ejemplo: tejados de paja). También se deben resolver problemas relacionados con el uso de cuotas, tasa y tecnologías de extracción, dado que estos podrían producir grandes diferencias en la utilización y aprovechamiento del recurso por algunos individuos en desmedro de otros.
Después de analizar el diseño de varios de esos sistemas de propiedad comunal, Elinor Ostrom sugiere que hay ocho características centrales que son prerrequisitos para un arreglo estable y exitoso:
1.- Límites claramente definidos
2.- Congruencia entre los métodos de apropiación / provisión y las condiciones locales.
3.- Arreglos de decisiones colectivas que permiten la participación de la mayoría de los usuarios en el proceso de decisión.
4.- Sistemas de control efectuados por reguladores que son parte de la comunidad y responden a ella.
5.-Sistema de sanciones graduadas a aplicar contra los usuarios que no respeten las reglas comunales,
6.- Sistemas de resolución de conflictos que sean fáciles y accesibles a bajo costo.
7.- Mínimo reconocimiento del derecho a autoorganización por organismos externos (por ejemplo: el gobierno).
8.- (en el caso de organismos más grandes) Organización en la forma de capas múltiples de empresas enmarcadas, con organismos pequeños formando la base.

## Crítica
Es necesario notar que esta descripción se aplica a principalmente a sistemas de propiedad común a nivel restringido (por ejemplo: comunidades locales). No hay ejemplos de comunidades extensas que hayan resuelto problemas tales como los derivados del abuso de recursos comunes a nivel general (por ejemplo: contaminación atmosférica, etc.) Se ha sugerido que a ese nivel se necesita intervención estatal o de gobierno. Sin embargo, aceptando esa última observación, si hay ejemplos de comunidades extensas que han administrado por largos periodos (a veces por siglos) recursos comunes una vez que hacen propias sistemas de administración del recurso originalmente implementados por gobiernos. Por ejemplo, las leyes de aguas e instituciones asociadas en países de habla hispana (supuestamente introducidas en Al-Ándalus, pero al menos algunas de las cuales pueden antedatar ese periodo: ver, por ejemplo Tribunal de las Aguas de Valencia), los bancales o andenes de origen precolombino en Perú y Bolivia, etc
Conviene notar también que la definición de “recursos comunes” ofrecida más arriba se basa en un conjunto de características del uso de ciertos bienes. Pero la descripción del sistema de propiedad comunal está relacionado con una institución. Esto podría producir la idea que ciertos tipos de recursos tienen una propensión a ser controlados por esos sistemas o instituciones. Esta sugerencia solo tiene una aplicación limitada debido a que tiende a ocultar la evolución tanto de los sistemas de control institucional como la de los recursos mismos (por ejemplo, el hecho que el Océano fue considerado durante la Edad Media como un recurso libre a todos los hombres y en el presente esta crecientemente regulado). Lo más que los economistas han logrado es establecer que se pueden identificar ciertas características que han llevado a algún recurso a ser en algún momento controlado por alguna institución u otra, pero no cual institución o posibles cambios en ellas.
Aunque motivado por los recursos comunes naturales y cómo se gestionan de forma sostenible para el beneficio de la comunidad y su preservación, también se aplica en otros contextos: los recursos comunes inmateriales y los recursos comunes materiales artificiales. Los recursos comunes inmateriales, tal como el conocimiento y código, con principios similares pero que trata también la producción colaborativa. Un ejemplo es la Wikipedia, que Benkler denomina de "producción entre pares basada en comunes". En este modelo, la información y el conocimiento se deposita en un recurso en apariencia no rival, aunque el costo de encontrarlo (que requiere búsqueda) y acceder a él (que requiere servidores de contenido) consume recursos rivales que pueden congestionarse (energía, dispositivos digitales como clientes o servidores). Los recursos comunes materiales artificiales son sistemas complejos en que se aplica producción entre pares para construir un conjunto de recursos (o sistema) de recursos específicos, que pueden ser críticos para una comunidad, como puede ser una infraestructura. No hay una distinción clara entre bienes comunes naturales y bienes comunes artificiales, pues un sistema de riego o una red de comunicaciones pueden considerarse de tipo artificial, es decir, no preexistentes sino construidos por una comunidad. Ejemplos documentados de infraestructuras como recursos comunes materiales artificiales son la redes de comunicaciones guifi.net, caso de estudio sobre su modelo comunal, desplegada y operada de forma comunitaria en áreas extensas de Cataluña, Provincia de Castellón, Sevilla, el País Vasco o Madrid, o la red de comunicaciones Rhizomatica, desplegada en diversas comunidades rurales en Oaxaca.